# Lijst van rijksmonumenten in Ottoland
De plaats Ottoland telt 14 inschrijvingen in het rijksmonumentenregister. Hieronder een overzicht.
| Object | Oorspronkelijke functie? | Bouwjaar                      | Architect | Locatie      | Coördinaten?                  | Nr.?  | Afbeelding |
| --- | ------------------------ | ----------------------------- | --------- | ------------ | ----------------------------- | ----- | --- |
| Boerderij, met rieten zadeldak, puntgevel met vlechtingen, links een uitbouw onder pannen zadeldak en in de rechter zijgevel baanderdeuren onder rieten dakkapel met houten puntgevel                                                                               | Boerderij                | ca. 1800                      |           | A 78         | 51° 53' 32" NB, 4° 52' 23" OL | 31877 | Meer afbeeldingen |
| Grote boerderij met monumentaal bouwlichaam, bestaande uit een woonhuis met brede puntgevel en een hogere stal, beide onder een doorlopend rieten zadeldak. In de voorgevel een deur met in het bovenlicht een gietijzeren levensboom                               | Boerderij                | derde kwart 19e eeuw          |           | A 80         | 51° 53' 32" NB, 4° 52' 22" OL | 31878 | Meer afbeeldingen |
| Gedeelte van een schilderachtige hoeve. Langwerpig, dwars woonhuis onder rieten zadeldak tussen puntgevels met links een opkamer, waaronder getoogde keldervensters. Gedeeltelijk nog vensters met kleine roedenverdeling. Vormt een geheel met het buurnummer A 94 | Boerderij                | 1650-1700                     |           | A 92         | 51° 53' 30" NB, 4° 52' 15" OL | 31879 | Meer afbeeldingen |
| Gedeelte van een schilderachtige hoeve. Achterhuis met opzij een puntgevel met sierankers en een stal met hoog, rieten schilddak en baanderdeuren onder rieten dakje met houten puntgevel in de zijgevel                                                            | Boerderij                | 17e eeuw                      |           | A 94         | 51° 53' 30" NB, 4° 52' 15" OL | 31880 | Meer afbeeldingen |
| Boerderij met dwars woonhuis onder rieten dak. Losstaande houten schuur | Boerderij                | 17e eeuw                      |           | A 128        | 51° 53' 28" NB, 4° 51' 51" OL | 31881 | Meer afbeeldingen |
| De Hoef | Boerderij                | 17e eeuw                      |           | A 127        | 51° 53' 32" NB, 4° 51' 56" OL | 31882 | Meer afbeeldingen |
| Hervormde kerk | Kerk en kerkonderdeel    | 1732 (ingebruikname)          | Jan Pluym | A 59         | 51° 53' 35" NB, 4° 52' 26" OL | 31883 | Meer afbeeldingen |
| Gedeelte van een boerderij, waarvan de verschillende onderdelen een schilderachtig geheel vormen. Woongedeelte met puntgevel en rechter uitbouw onder zadeldak, met riet gedekt maakt een vroeg-19e-eeuwse indruk                                                   | Boerderij                | 17e eeuw                      |           | A 7          | 51° 53' 39" NB, 4° 52' 47" OL | 31884 | Gedeelte van een boerderij, waarvan de verschillende onderdelen een schilderachtig geheel vormen. Woongedeelte met puntgevel en rechter uitbouw onder zadeldak, met riet gedekt maakt een vroeg-19e-eeuwse indruk |
| Het Hoge Huis | Boerderij                | eerste helft 18e eeuw         |           | B 30, 32, 36 | 51° 53' 22" NB, 4° 51' 31" OL | 31885 | Meer afbeeldingen |
| Gedeelte van een boerderij, waarvan de verschillende onderdelen een schilderachtig geheel vormen. Hoge stal onder zadeldak met riet gedekt | Boerderij                | 17e eeuw                      |           | A 9          | 51° 53' 39" NB, 4° 52' 46" OL | 31886 | Gedeelte van een boerderij, waarvan de verschillende onderdelen een schilderachtig geheel vormen. Hoge stal onder zadeldak met riet gedekt                                                                        |
| Terrein waarin sporen van bewoning | Archeologisch monument   | Vroege Bronstijd              |           |              | 51° 52' 32" NB, 4° 51' 48" OL | 47130 | Upload foto |
| Terrein waarin sporen van bewoning | Archeologisch monument   | Neolithicum/Vroege Bronstijd  |           |              | 51° 52' 55" NB, 4° 52' 9" OL  | 47131 | Upload foto |
| Terrein waarin sporen van bewoning | Archeologisch monument   | Neolithicum en Late Bronstijd |           |              | 51° 53' 13" NB, 4° 53' 27" OL | 47132 | Upload foto |
| Huisterp | Archeologisch monument   | middeleeuwen                  |           |              | 51° 53' 29" NB, 4° 51' 46" OL | 47133 | Upload foto |